# محمودیه (فردوس)
محمودیه یک روستا در ایران است که در بخش فردوس شهرستان رفسنجان واقع شده‌است. محمودیه ۱۲۰ نفر جمعیت دارد.